# كسوف الشمس في 21 أغسطس 2017
كسوف الشمس 21 أغسطس 2017 هو كسوف كلي حدثَ في يوم الاثنين 21 أغسطس من عام 2017، حيثُ اكتسح ظل القمر معظم قارة أمريكا الشمالية. بدأ الكسوف في المحيط الهادئ وانتهى في المحيط الأطلسي عابراً الولايات المتحدة الأمريكية من الساحل إلى الساحل في طريقه من الشمال الغربي إلى الساحل الجنوبي الشرقي للولايات المتحدة.
وقد وُصف الحدث بأنه «الكسوف الأمريكي العظيم» لأنه كسوف شمسي كامل، وكان مرئياً ضمن حزام يعبر الولايات الأمريكية المتجاورة بأكملها. وكان كسوف 8 يونيو 1918 هو آخر كسوف كلي مرئي عبر الولايات المتحدة المتجاورة بأكملها.
كسوف الشمس ظاهرة فلكية تحدث عندما يمر القمر بين الأرض والشمس وتكون كل الأجرام الثلاثة على استقامة واحدة تقريبا. وبالتالي فإن القمر يحجب قرص الشمس كليا أو جزئِيًّا لمشاهد على الأرض. يحدث كسوف الشمس الكلي عندما يكون قطر القمر الظاهري أكبر من الشمس، وبالتالي يحجب القمر جميع أشعة الشمس المباشرة في مسار ضيق عبر سطح الأرض، ويحول النهار إلى ليل.
هذا الكسوف هو الـ 22 من الـ 77 كسوفاً في سلسلة ساروس 145، التي تولد منها كسوف الشمس في 11 أغسطس 1999. أعضاء هذه السلسلة تزداد في المدة. أطول كسوف في هذه السلسلة سيحدث في 25 يونيو 2522 ويستمر لمدة 7 دقائق و 12 ثانية.

## مدى الرؤية
كان قدر الكسوف الكلي 1.0306 ومرئيا من ممر ضيق خلال الولايات المتحدة. شوهد لأول مرة من الأرض في الولايات المتحدة بعد وقت قصير من الساعة 10:15 صباحا PDT في ساحل ولاية أوريغون في المحيط الهادئ، وتقدم شرقا عبر سايلم، كاسبر، لنكن (نبراسكا)، ومنطقة مدينة كانساس، ناشفيل، وأخيرا تشارلستون. وظهر الكسوف الجزئي لفترة زمنية أكبر، بدأت بعد وقت قصير من الساعة التاسعة صباحا PDT في ساحل ولاية أوريغون في المحيط الهادئ.
المدة الأطول للكسوف الكلي كانت دقيقتين 41.6 ثانية عند 37°35′0″N 89°7′0″W / 37.58333°N 89.11667°W في متنزة جاينت التابع لولاية إلينوي جنوب كاربوندال وأقصى مدى كان عند 36°58′0″N 87°40′18″W / 36.96667°N 87.67167°W بالقرب من سيرولان، كنتاكي بين هوبكينزفيل وبرينستون كنتاكي.
و هو أول كسوف كلي للشمس مرئي من جنوب شرق الولايات المتحدة منذ كسوف الشمس يوم 7 مارس 1970. وأول كسوف شمسي كامل مرئي من الولايات المتحدة منذ كسوف الشمس في 11 يوليو 1991  الذي شوهد فقط من جزء من هاواي وأول كسوف كلي للشمس مرئي من الولايات المتحدة المتجاورة منذ عام 1979.

## توضيح تصويري

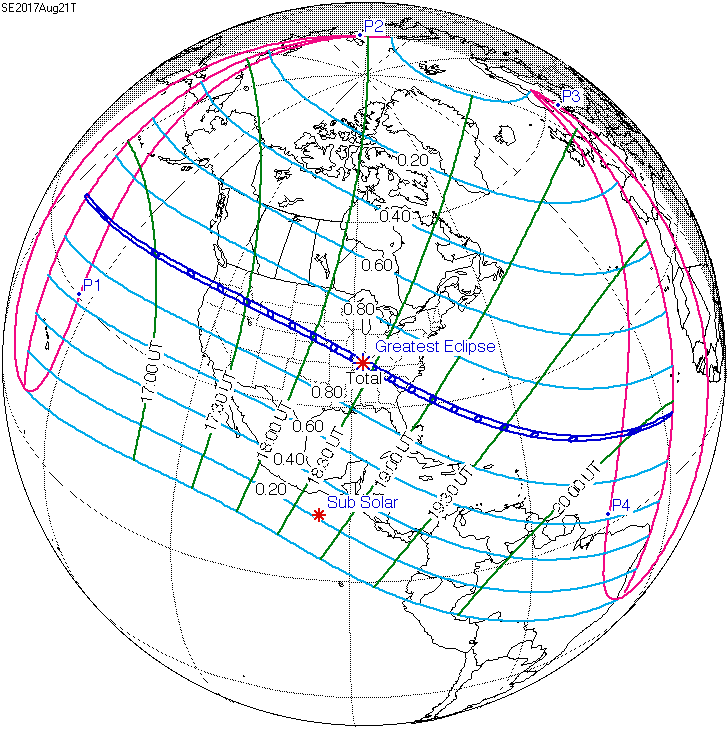
خريطة
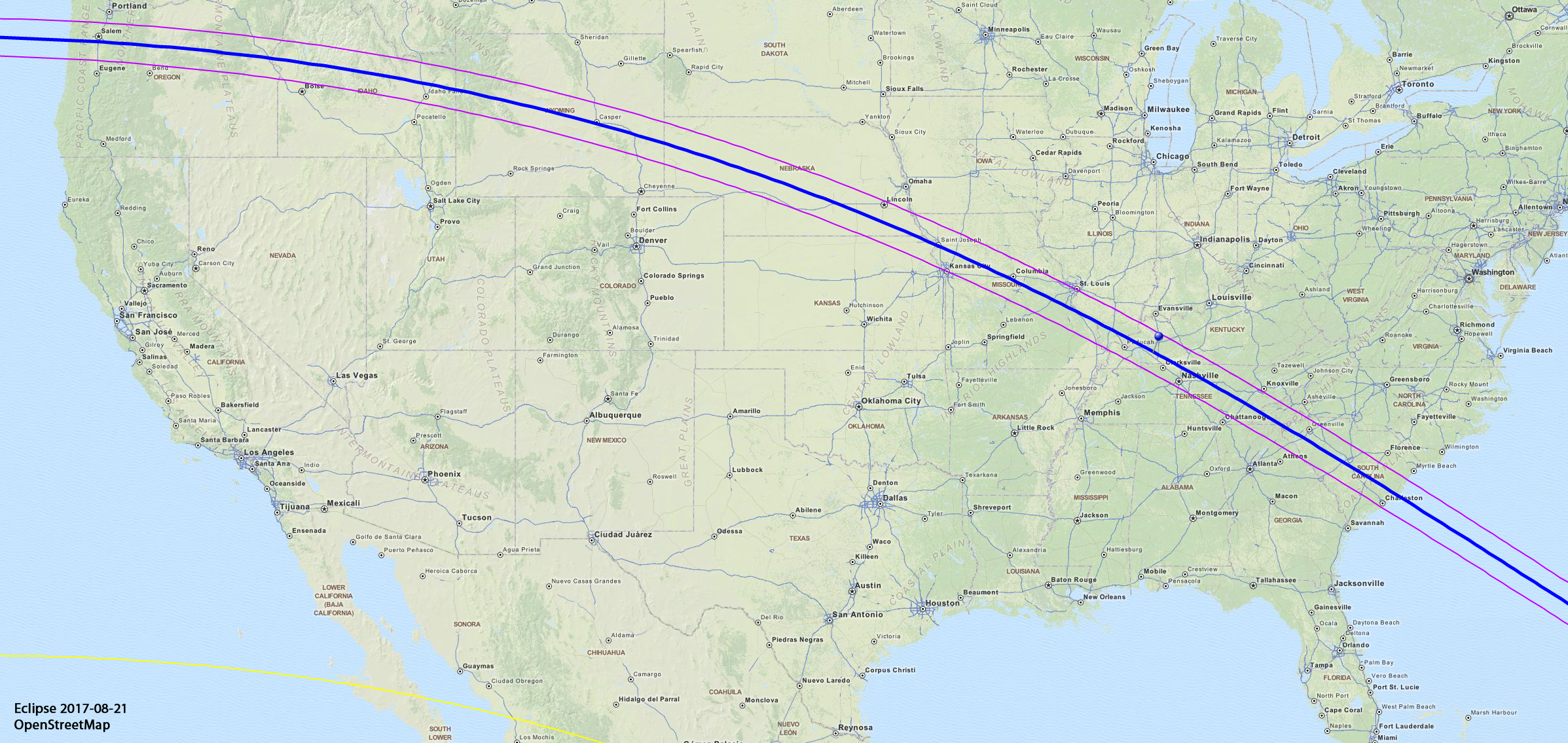
خريطة عالية الجودة لمسار الكسوف عبر الولايات المتحدة.
- هذا الفيديو يُظهر عدة تصورات للحدث.

## معرض صور
كُلّي

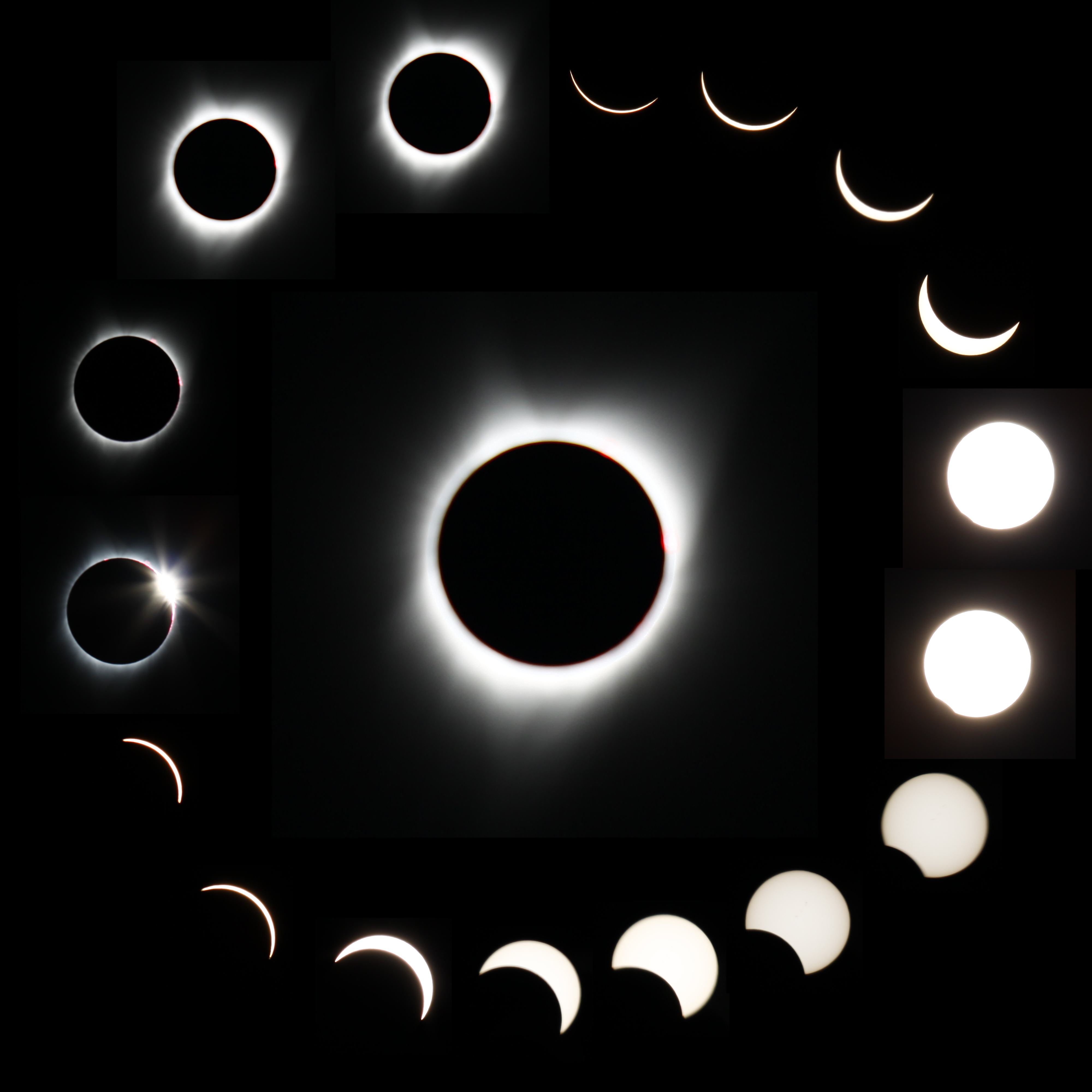
تسلسل الكسوف بدأ الساعة 9:06 صباحًا، والكسوف الكُلّي الساعة 10:19 صباحًا، وانتهى الساعة 10:21 صباحًا حسب زمن منطقة المحيط الهادئ. الصور التُقطت في كورفاليس.
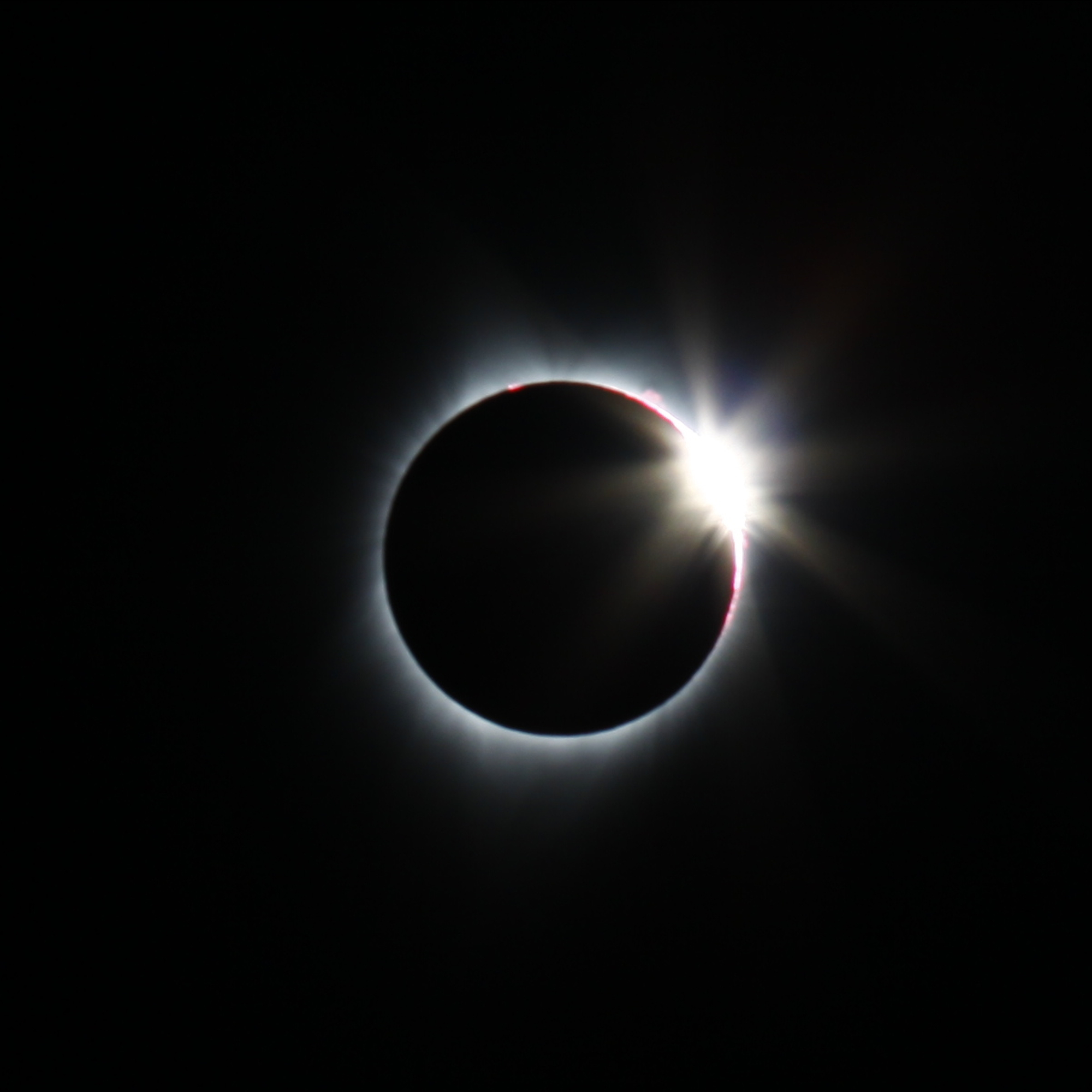
خاتم الماس من الكسوف في كورفاليس.
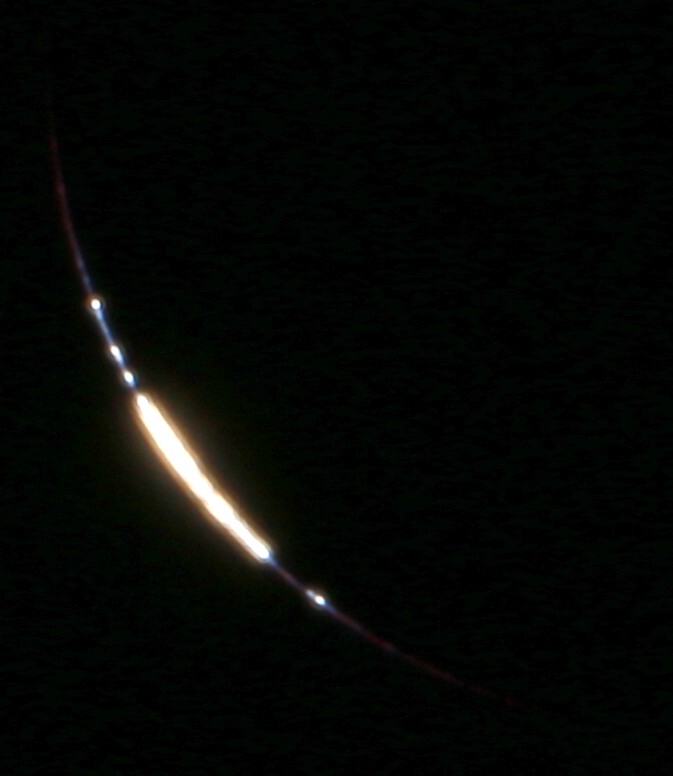
خرزات بيلي قبل الكسوف الكُلّي من أقصى غرب نبراسكا.
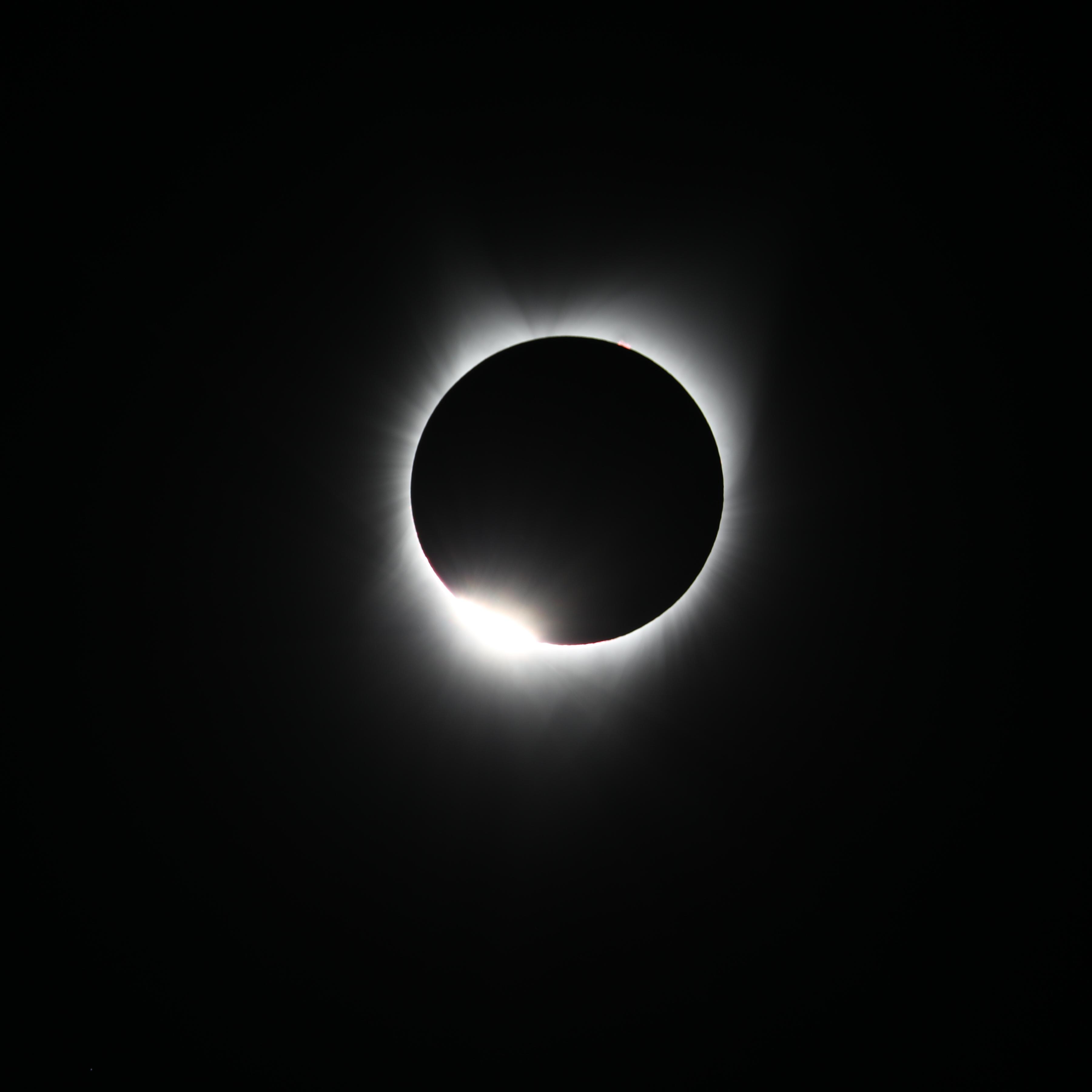
الكسوف الكُلّي كما شوهد من Jay Em, Wyoming
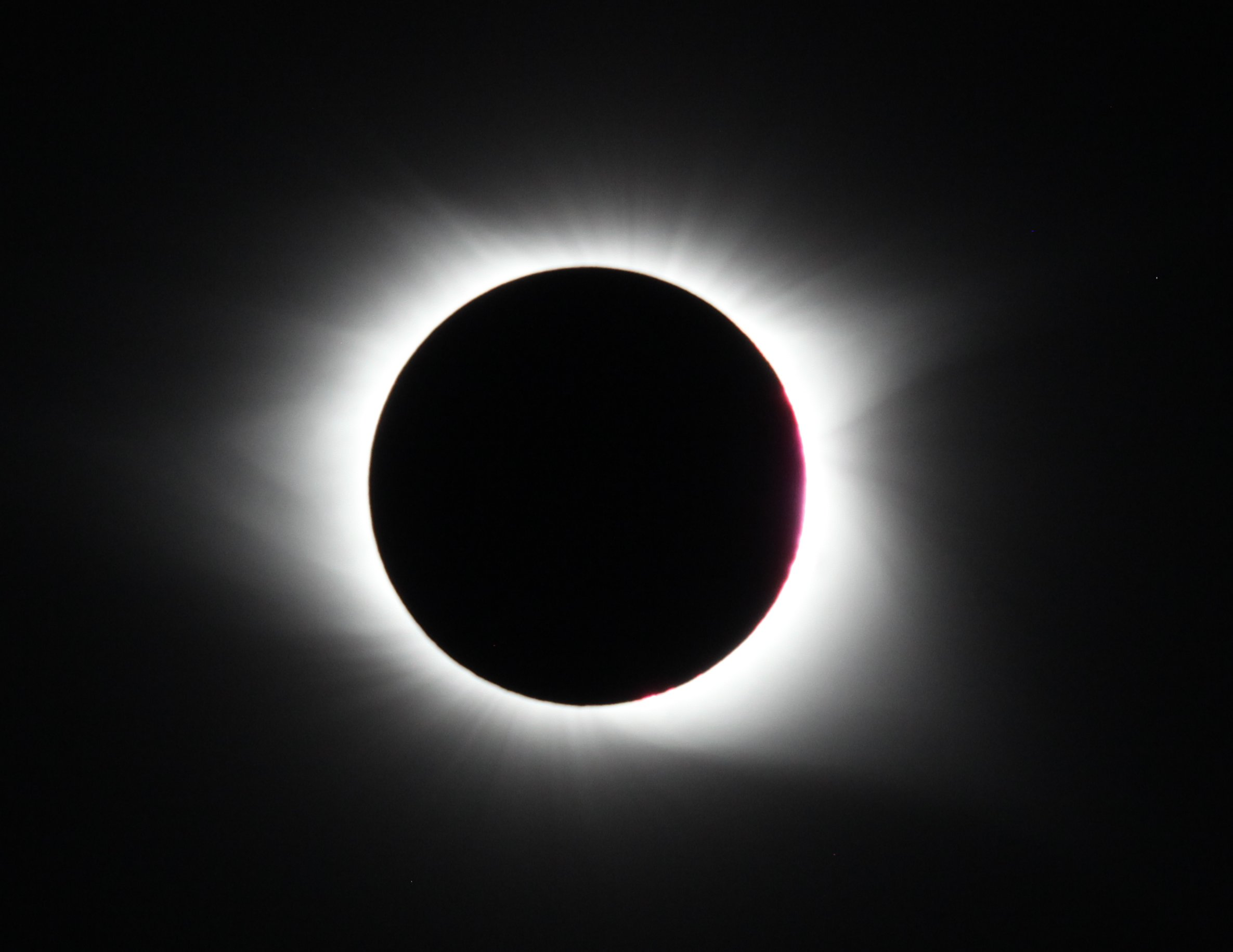
تغطية الشمس بالكامل في سانت بول، مقاطعة كلارندون (كارولينا الجنوبية)
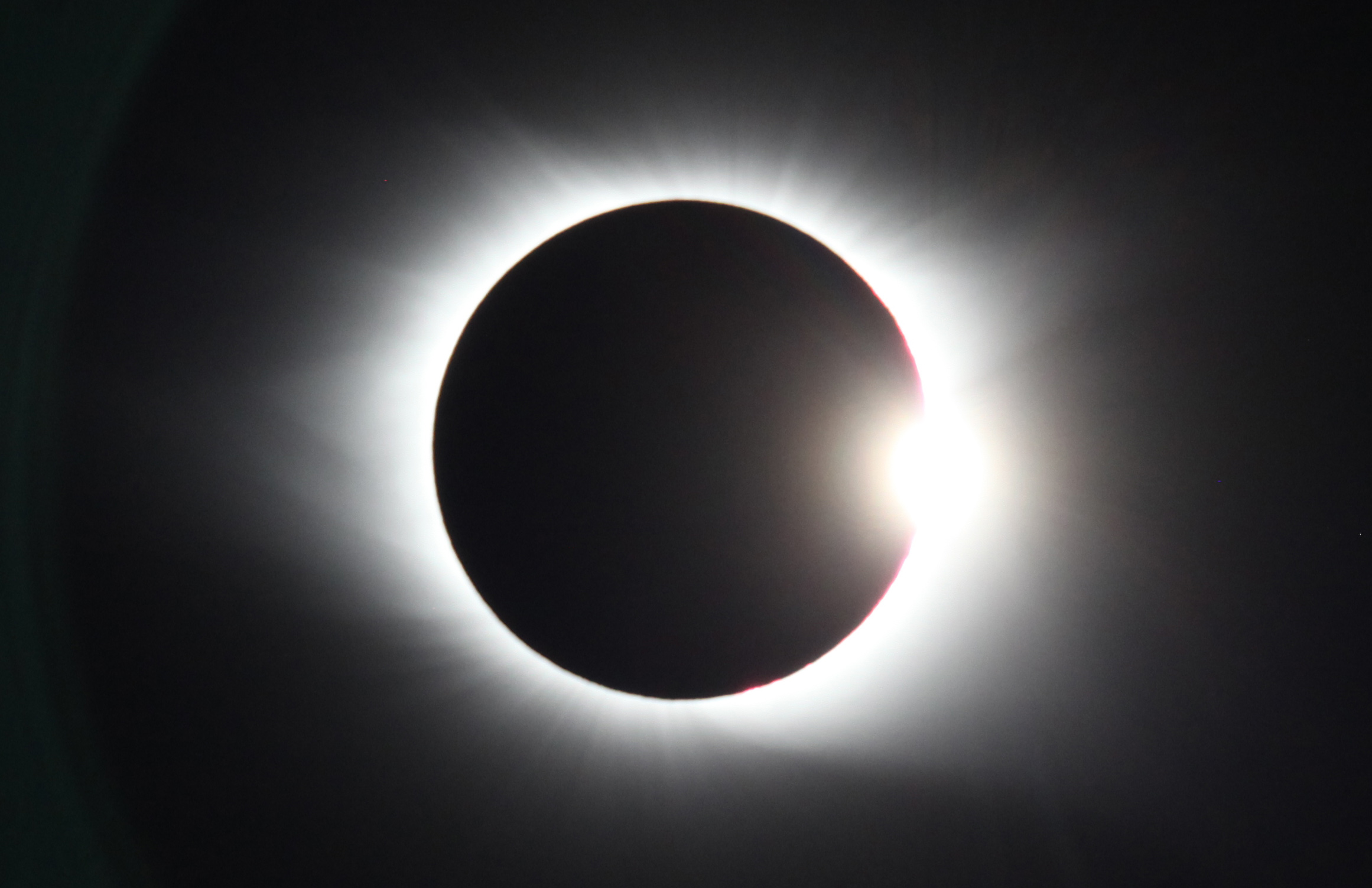
ثانية واحدة بعد تغطية الشمس بالكامل في سانت بول، كارولاينا الجنوبية
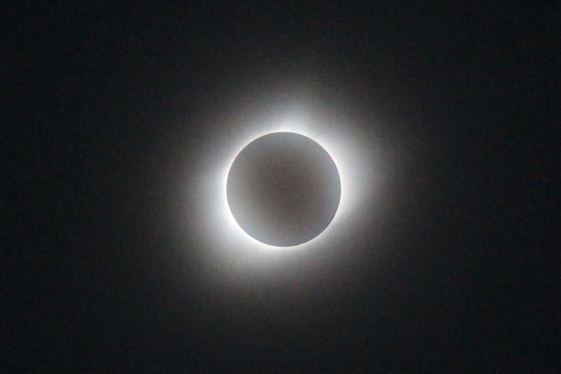
كسوف الشمس الكُلّي كما شوهد من كولومبيا (ميزوري)

جُزئي

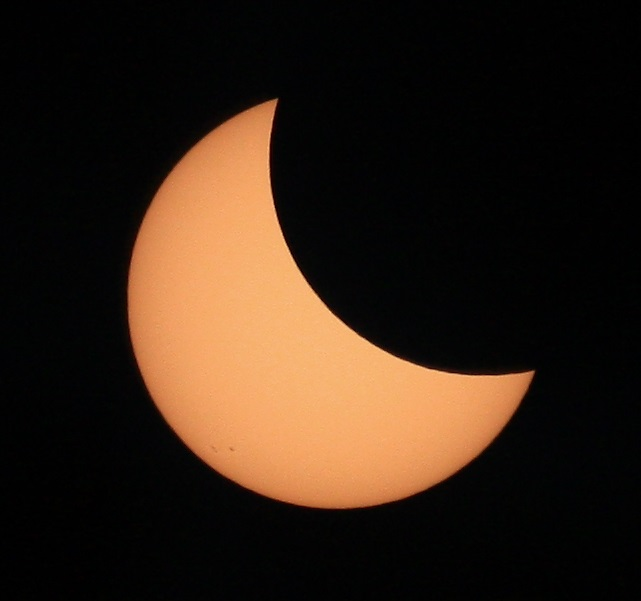
الكسوف كما شوهد في سياتل.
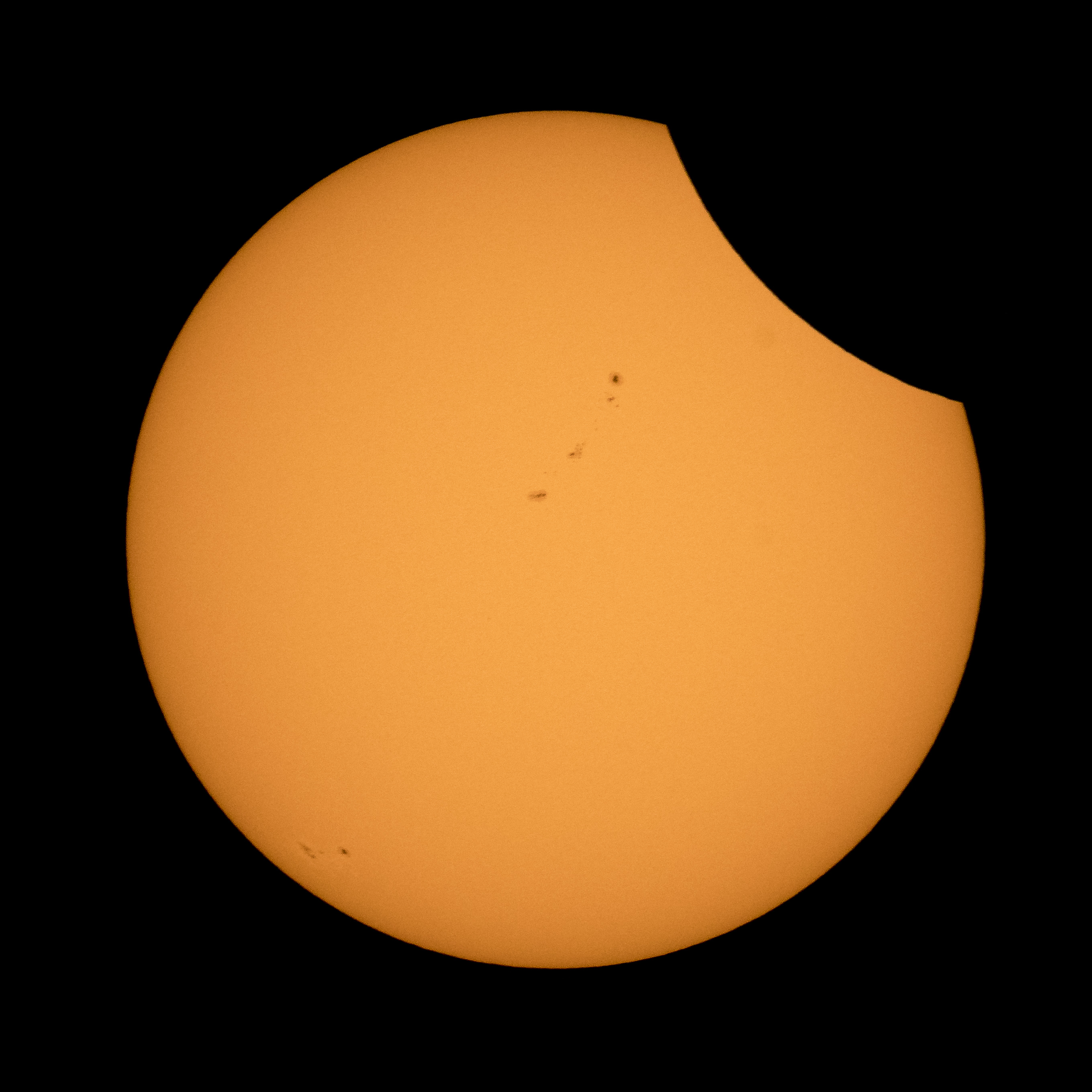
الكسوف كما شوهد في واشنطن.
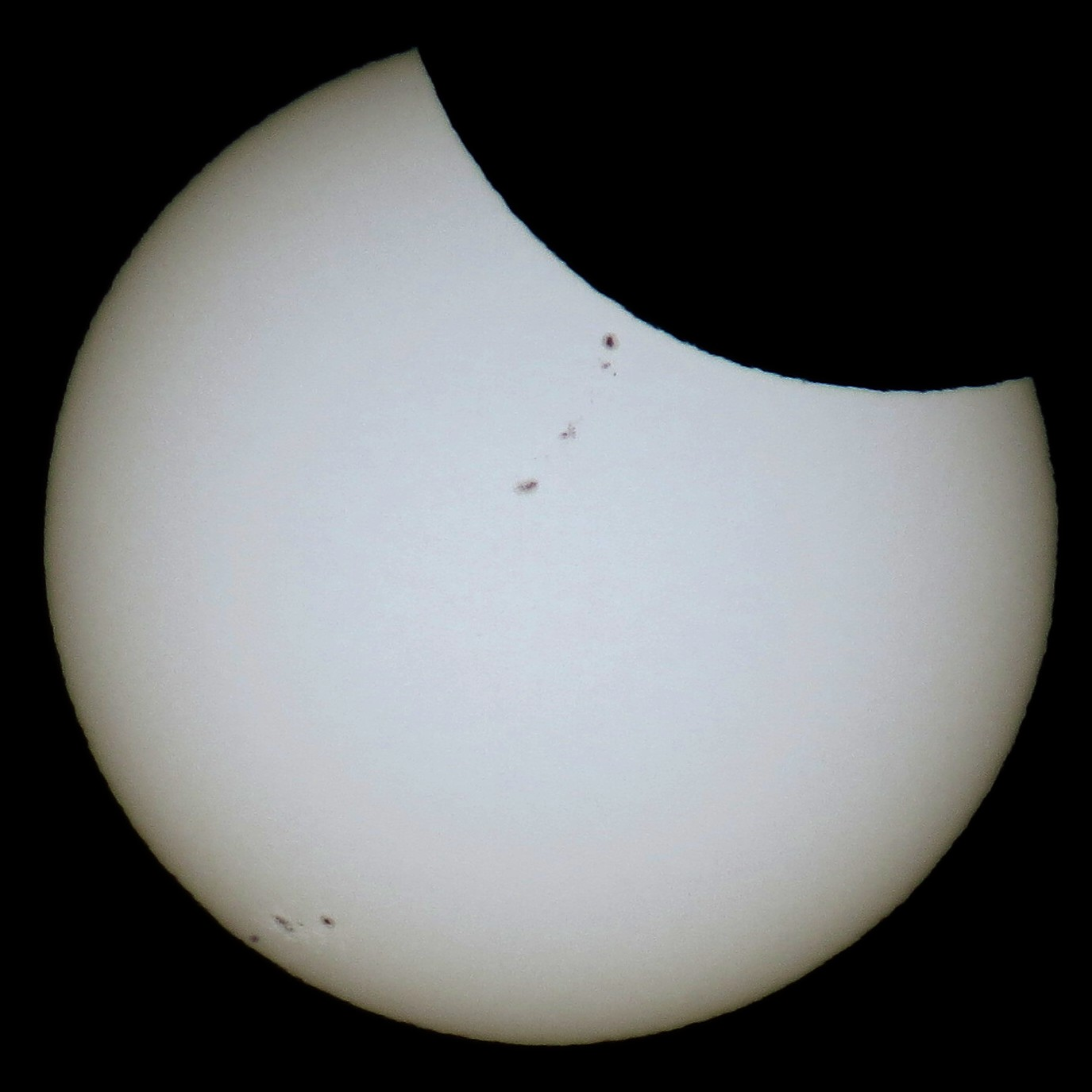
الكسوف الجزئي من غرب نبراسكا.
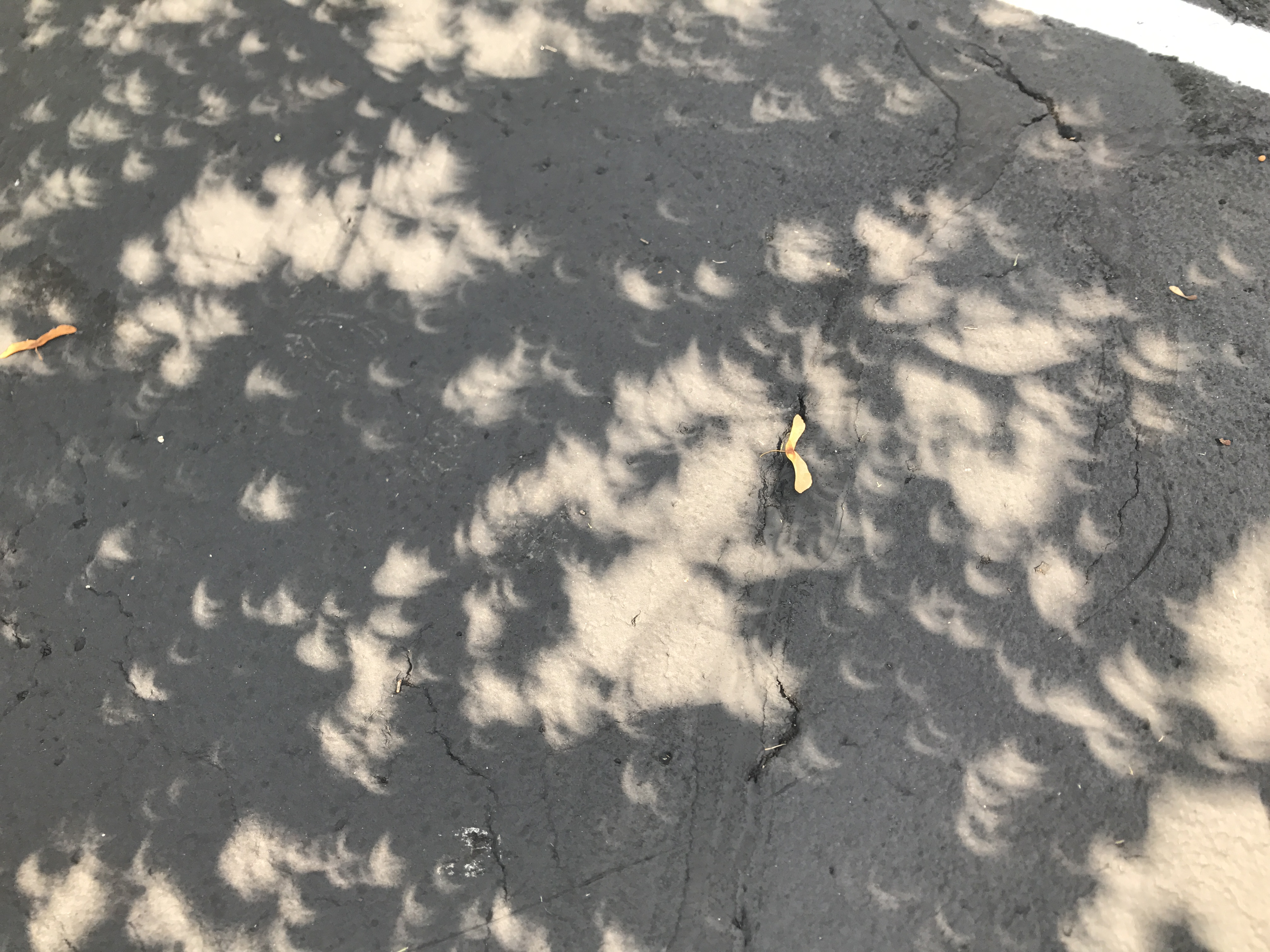
أوراق الشجر تُظهر الظل هلالي الشكل أثناء الكسوف في Moon, Pennsylvania.
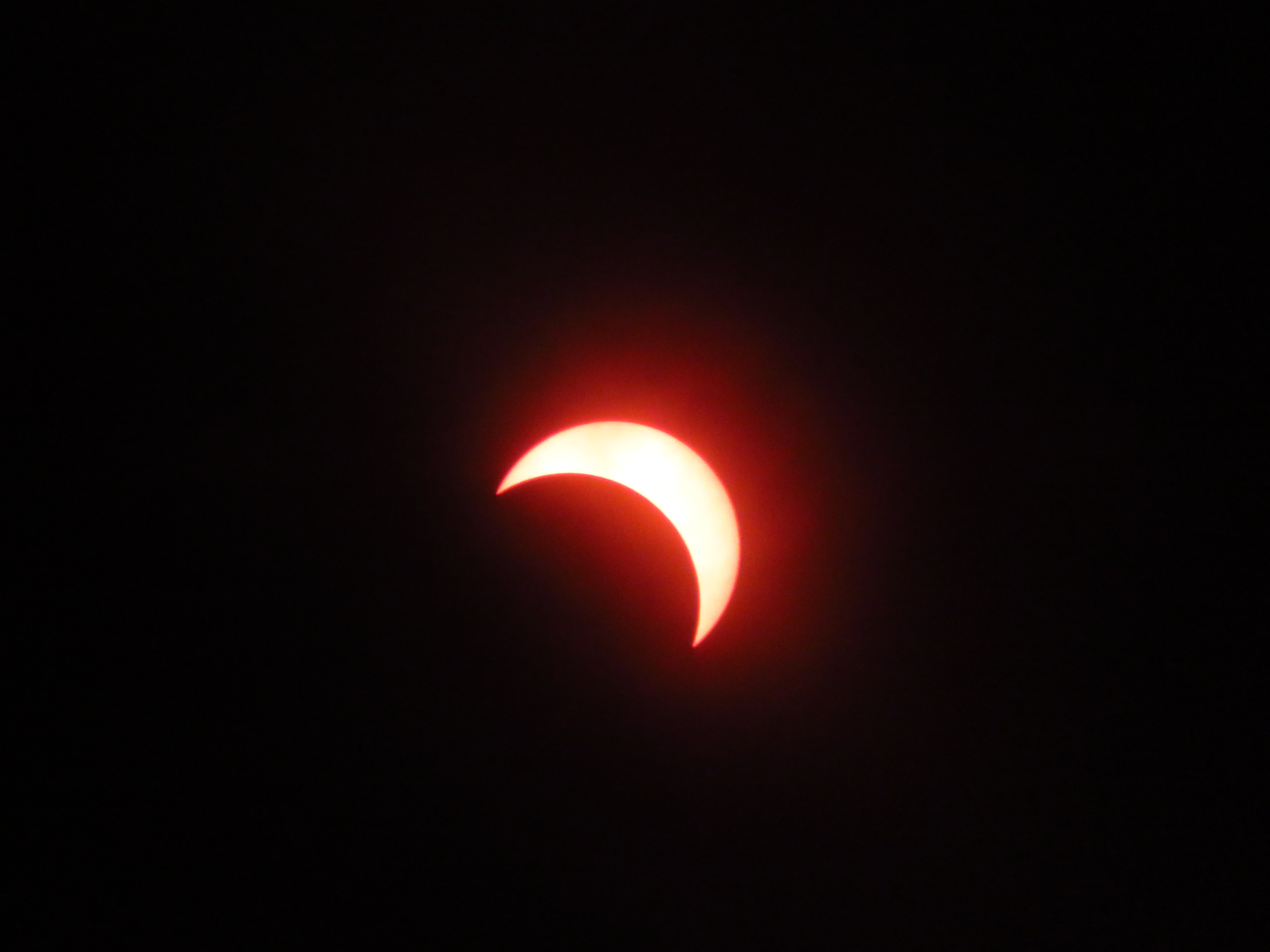
الكسوف الكُلّي من بروكلين
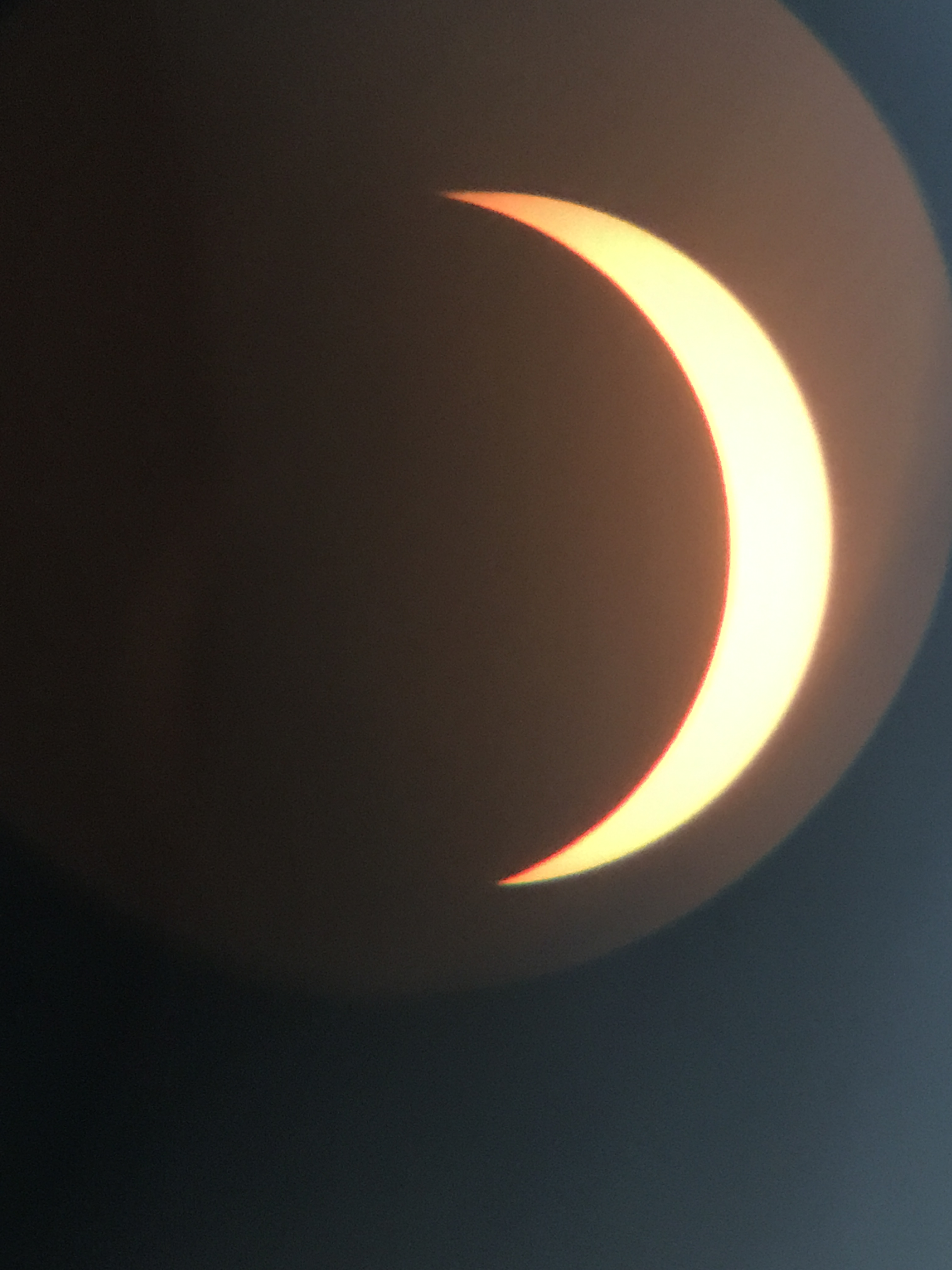
الكسوف في فرجينيا بيتش.
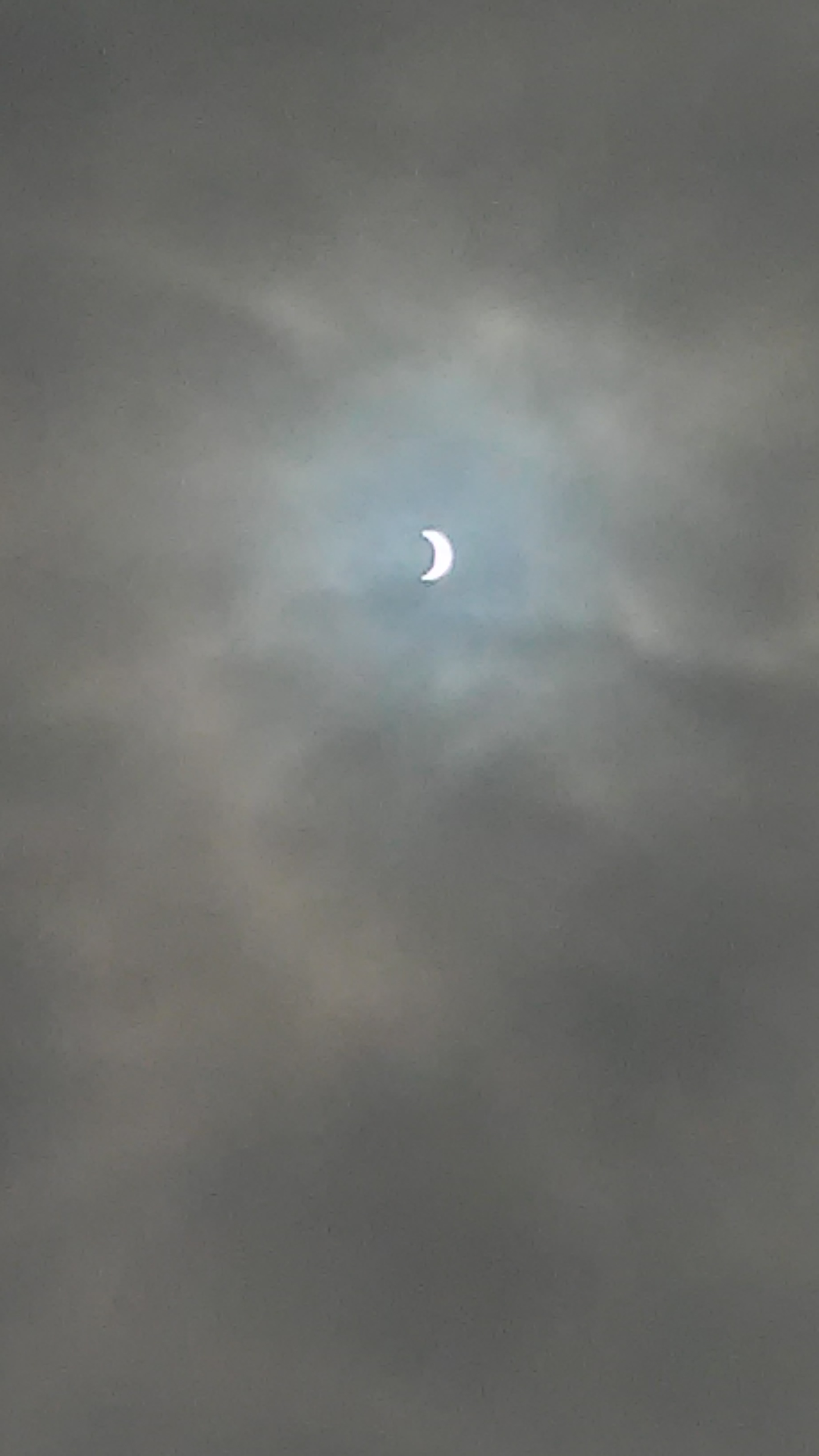
الكسوف كما شوهد في سان فرانسيسكو، كاليفورنيا.
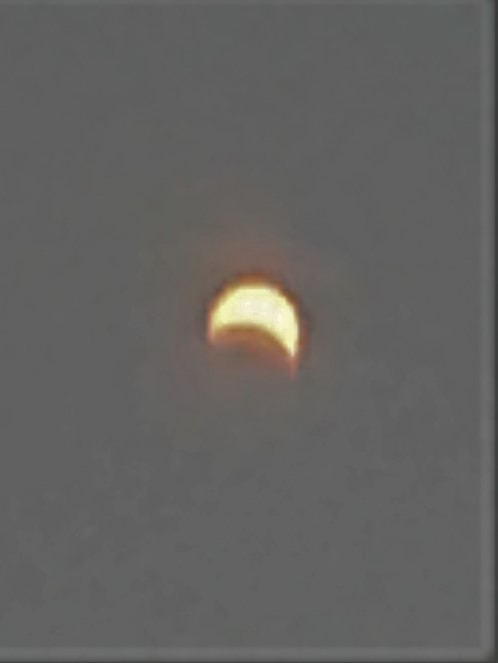
الكسوف في مين الساعة 2:41 مساءً حسب زمن منطقة المحيط الهادئ قبل الحد الأقصى للكسوف، تغطية الشمس بنسبة 68% الساعة 2:45 مساءً.

مشاهدات خارج الولايات المتحدة

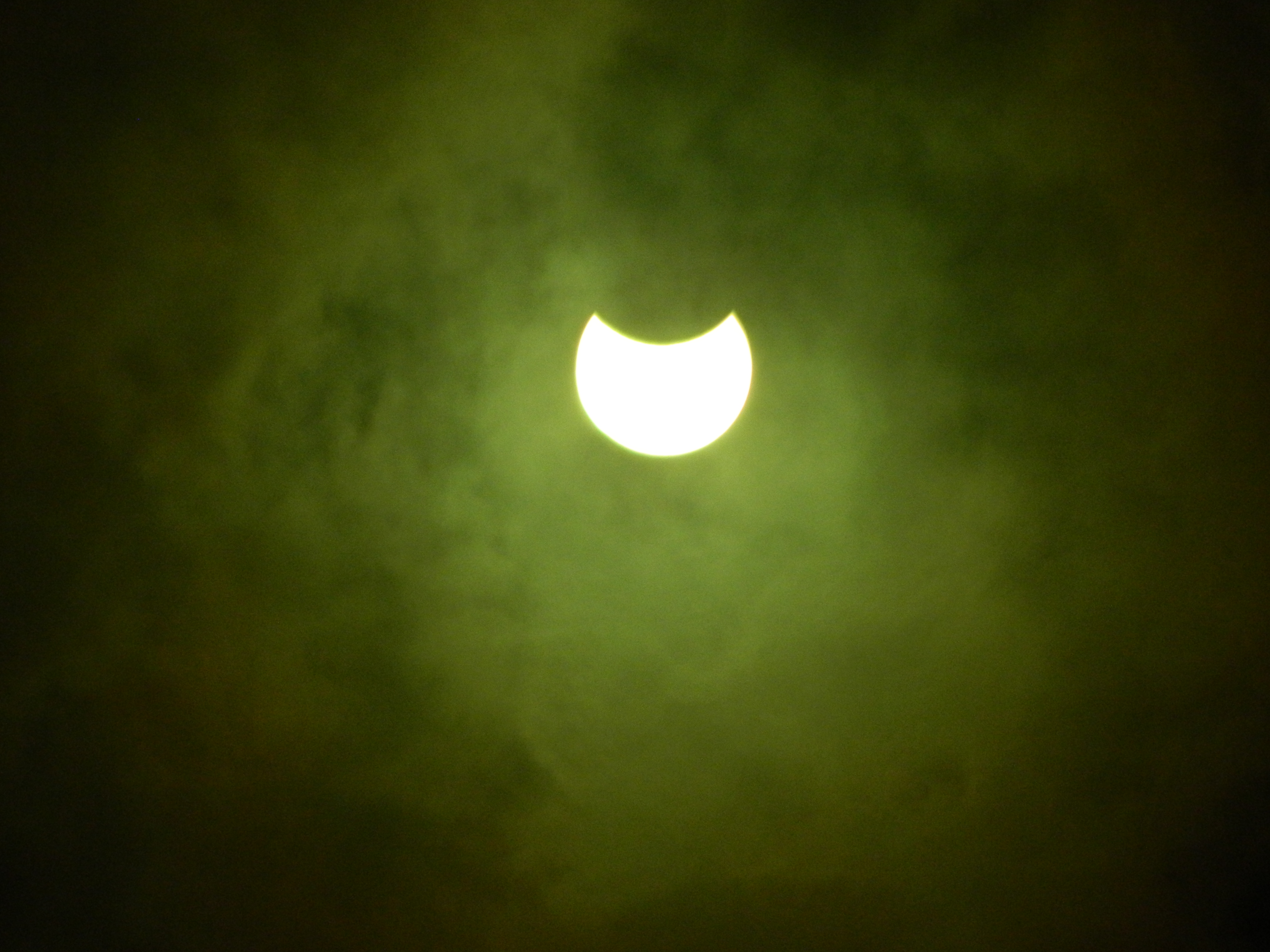
كسوف الشمس الجزئي من توكستلا جوتيريز. تشياباس، المكسيك عند الساعة 12:36 GMT-6.
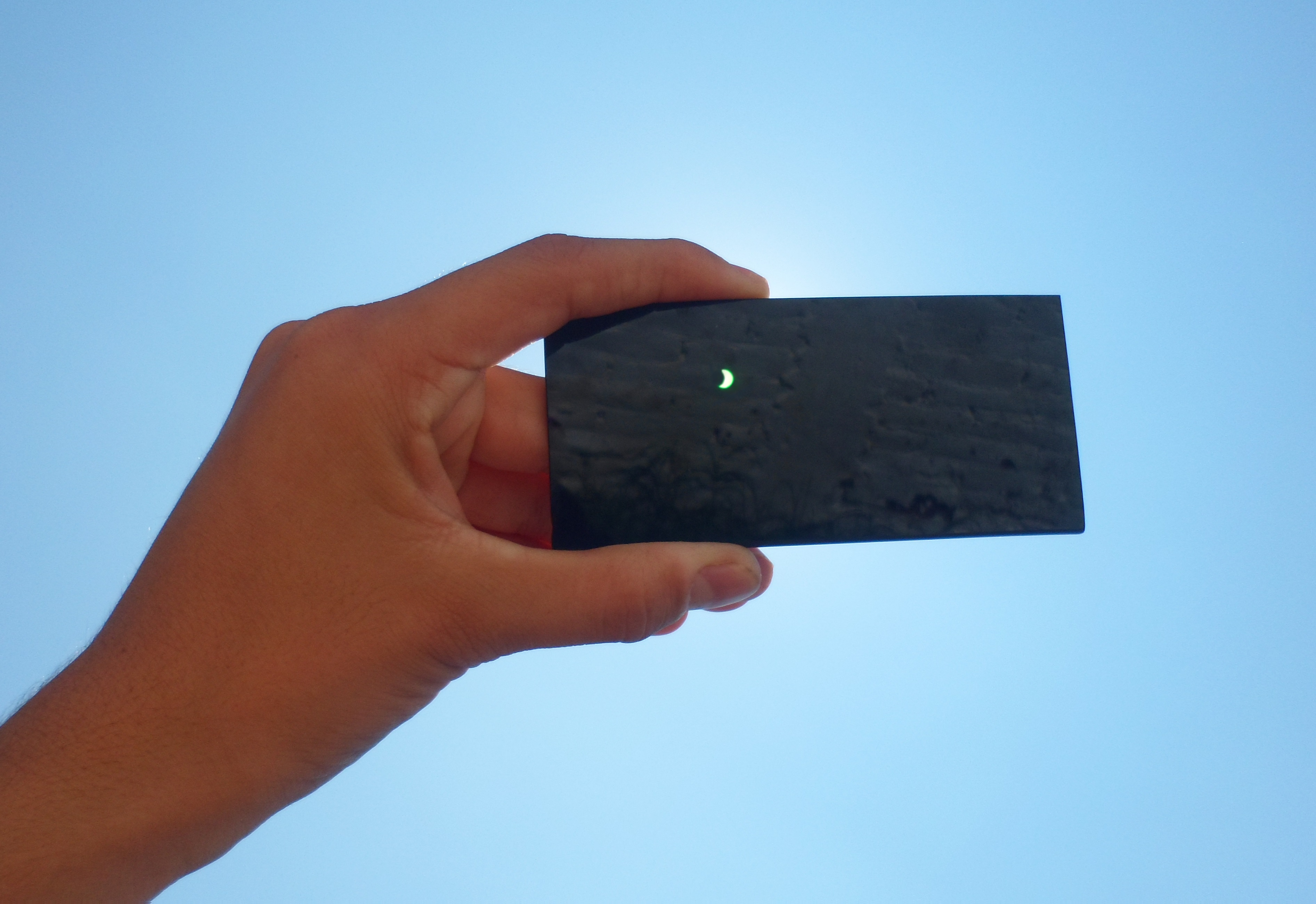
الكسوف الجزئي في الأوج من شيواوا، المكسيك. عند الساعة 11:40 صباحًا.
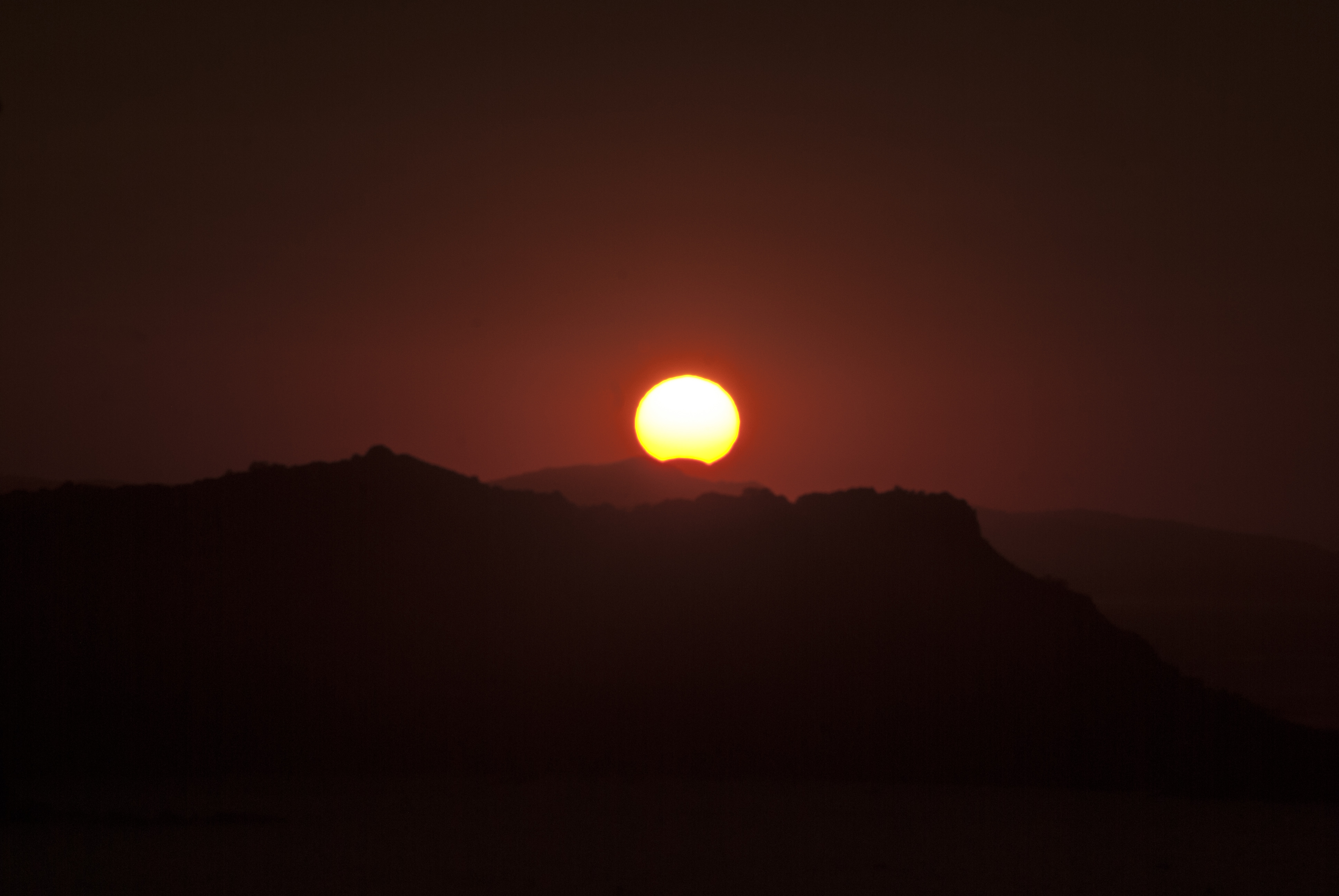
الكسوف الجزئي عند الغروب من ثاراوث، منطقة إقليم الباسك، إسبانيا.
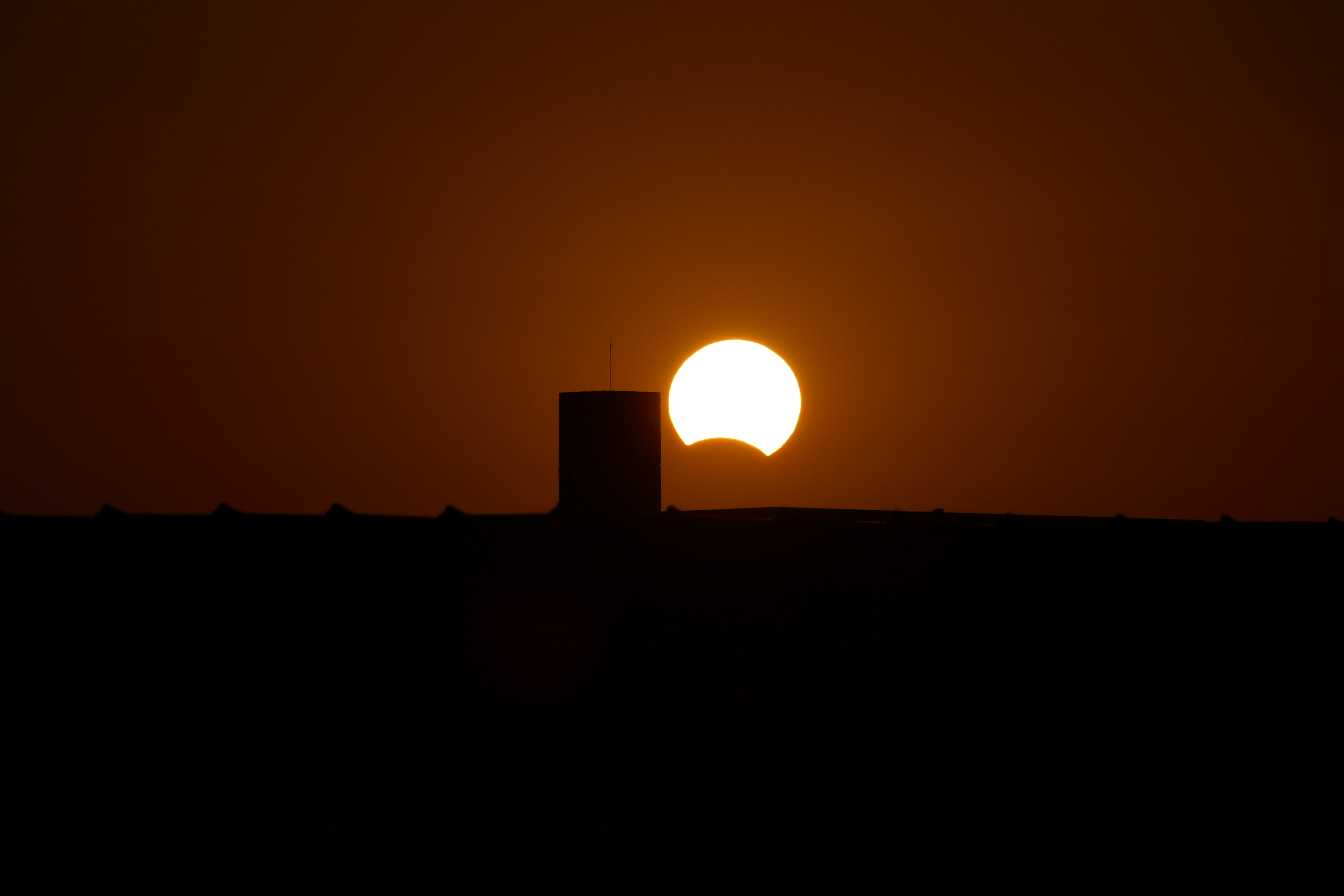
الكسوف الجزئي عند الغروب كما شوهد في قلمرية، البرتغال.

## وصلات خارجية
- August 21, 2017 eclipse – NASA
- Color map – NASA
- Photos and videos Space.com